# Sällskapet för forskning i finska språket
Sällskapet för forskning i finska språket (finska: Kotikielen seura) är ett finländsk språkvetenskapligt sällskap.
Sällskapet för forskning i finska språket, som har sitt säte i Helsingfors, grundades 1876 med syfte att främja forskningen i, kunskapen om och användningen av det finska språket. Sällskapet kom till vid en tid när finska språket blivit jämställt med svenskan i domstolar och förvaltning (1863) och börjat etablera sig som ett språk för bland annat administration och utbildning. Sällskapet anordnar sammankomster och symposier och utdelar årligen priser och stipendier ur egna fonder. Sedan 1897 utges tidskriften Virittäjä, den viktigaste språkvetenskapliga tidskrift som publiceras på finska språket. Sällskapet är anslutet till Vetenskapliga samfundens delegation.